# 西姆加
西姆加（Simga），是印度恰蒂斯加尔邦Raipur县的一个城镇。总人口13137（2001年）。

## 人口
该地2001年总人口13137人，其中男性6613人，女性6524人；0—6岁人口2157人，其中男1078人，女1079人；识字率59.56%，其中男性为70.77%，女性为48.19%。